# Most Bergsøysund
Most Bergsøysund (norw. Bergsøysundbrua) – most pontonowy położony w ciągu trasy europejskiej – E39 na południe od miejscowości Kristiansund w Norwegii.

## Opis
Most przebiega nad cieśniną Bergsøysundet między Tingvoll na wyspie Aspøy i Gjemnes na wyspie Bergsøya w powiecie Møre og Romsdal.
Konstrukcja mostu ma całkowitą rozpiętość 933 m, najdłuższe przęsło ma 105 m, promień krzywizny mostu wynosi 1300 m.  Posadowiony jest na siedmiu tzw. pontonach, żelbetowych skrzyniach pływających i przytwierdzony tylko na przyczółkach zakotwiczonych w skale. W skrzyniach przyczółków usytuowano przegubowe połączenia konstrukcji mostu, które zaprojektowane są do wahań pływów w granicach ± 1,5 m. Z tego względu obiekt jest stale monitorowany. Pontony mają dziewięć przedziałów wodoszczelnych i są wykonane z lekkiego betonu, mają wymiary 34 m długości, 17 m szerokości i 5,5 m wysokości. Ich zanurzenie wynosi ok. 5 m. Most liczy 13 przęseł, ale tylko osiem z nich ma rurową konstrukcję kratownicową o wymiarach 7 m wysokości na 11,4 m szerokości. Most był pierwszym na świecie mostem (tzw. pływającym) z takim rozwiązaniem podpór.
Most Bergsøysund został otwarty w 1992 roku w ramach programu Krifast, dzięki któremu ustanowiono połączenie drogowe Kristiansundu z kontynentem. Dzięki programowi Krifast wybudowano także tunel podmorski Freifjord (Freifjordtunnelen) oraz most wiszący Gjemnessund (Gjemnessundbrua), które stanowią znaczące osiągnięcia inżynierskie.